# 人民海军师
人民海军师（德语：Volksmarinedivision）是在第一次世界大战失败后在德国爆发的十一月革命期间于1918年11月11日成立的武装单位。在参与革命的各种群体决定德国未来政府形式的斗争中，它最初支持弗里德里希·艾伯特的温和社会主义临时政府和人民代表委员会。到1918年12月，它更多地转向了左翼，参与了同政府军的小规模冲突。艾伯特政府在制定《魏玛宪法》的国民议会选举中获胜后，1919年3月，人民海军师被解散，其30名成员被自由军团的成员枪杀。 

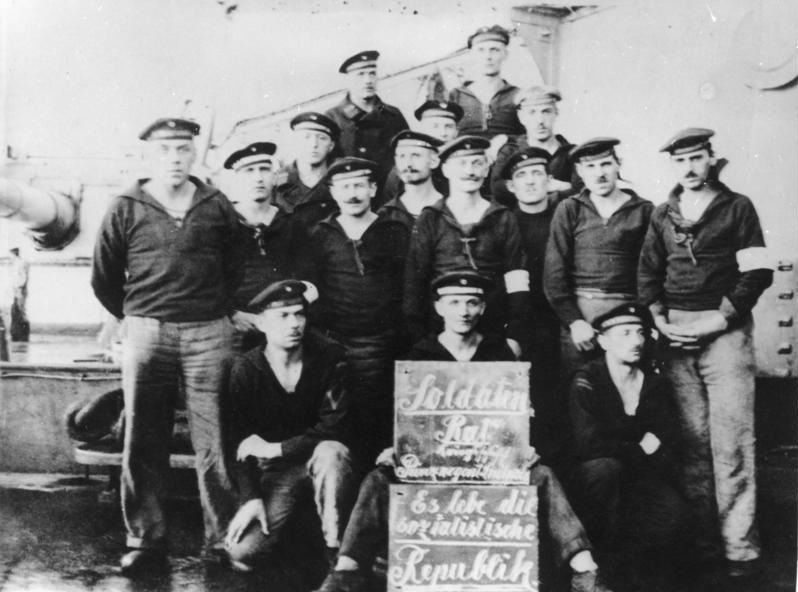
1918年11月，水兵起义。牌子上写着：“士兵委员会。社会主义共和国万岁”。

## 组织结构
人民海军师团最初由约600人组成，到11月13日增加到1500人，到11月底增加到3200人，但到12月下降到1800人。虽然它的大多数成员都是无党派的水兵，但组成部分也有德国社会民主党（SPD）成员、SPD更左翼的分支独立社会民主党（USPD）成员以及共产党人与斯巴达克同盟（在第一次世界大战期间组织起来的马克思主义革命运动）的成员。
在其最活跃的时期，人民海军师分为三个支队。第一支队有1550人，驻扎在柏林的宫廷马厩，主要职责是保卫德国总理府、德意志帝国银行、博物馆岛和乌尔斯坦出版社大楼。
第二支队的800人最初驻扎在柏林宫，后来驻扎在基斯滕马赫街的一个公共机构，然后驻扎在普鲁士众议院。这个支队负责保卫众议院和普鲁士上议院。
第三支队大部分由来自库克斯港的水兵组成，人数达到900人。它位于柏林的莱尔特火车站。除了守卫火车站外，它还执行待命和巡逻任务。
人民海军师的行政部门有100人，它的总部先是设在宫廷马厩，后来又设在马尔基兴河岸的水兵之家（Marinehaus）。它的任务包括看管物资配给等后勤任务。

## 历史

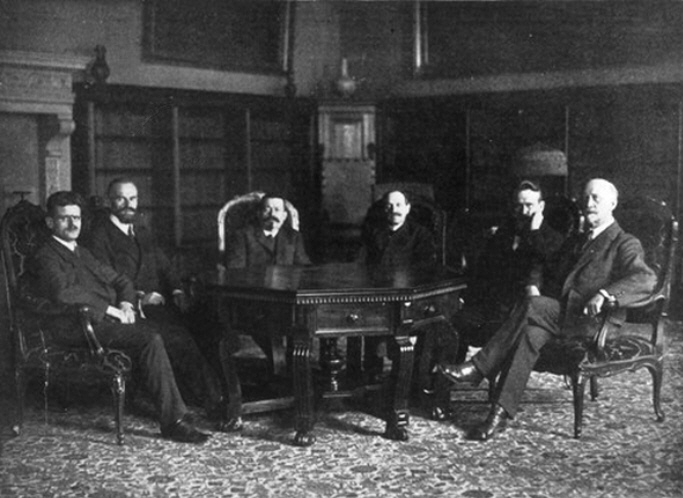
人民代表委员会。从左到右：埃米尔·巴尔特（USPD）、奥托·兰兹贝格（SPD）、弗里德里希·艾伯特（SPD）、胡戈·哈泽（USPD）、威廉·迪特曼（USPD）、菲利普·谢德曼（SPD）

1918年11月10日，柏林的工厂和驻扎在该市及其周围的军团选出了工人士兵委员会。其中一个委员会，即大柏林人民海军委员会，根据11月3日基尔港水兵起义的领导人之一，海军士官保罗·维乔雷克（Paul Wieczorek）的建议，于11月11日成立了人民海军师。前德意志帝国海军的革命水兵将被由柏林的新警察局长埃米尔·艾希霍恩（Emil Eichhorn）的指挥。维乔雷克被选为第一任指挥官。
1918年11月14日，维乔雷克被海军少校弗里德里希·布雷特施耐德（Friedrich Brettschneider）枪杀，后者试图接管人民海军师的领导权，但不久后自己也被杀害。几小时后，来自库克斯港的水兵奥托·托斯特（Otto Tost）当选为新的指挥官。

### 早期行动
最初，人民海军师是站在温和社会民主主义一边的。 1918年12月6日，该部队的水兵们在预备队中尉赫尔曼·冯·沃尔夫-梅特尼希（Hermann von Wolff-Metternich）的指挥下，和其他部队一起向德国总理府行进， 公开表示支持弗里德里希·艾伯特总理，他是十一月革命期间德国事实上的政府——人民代表委员会的负责人。 部队还要求在12月底前举行国民议会选举，并批评了大柏林地区工人士兵委员会的执委会。水兵们提议让艾伯特担任总统，但他拒绝了这个想法。部队随后撤退，并搜查了斯巴达克同盟《红旗报》的编辑部。其他非人民海军师的部队逮捕了执行委员会，这导致了暴力冲突。
让军队宣布艾伯特为国家元首并拥有独裁权力的计划来自最高陆军司令部（德语缩写：OHL）的上校汉斯·冯·赫富滕（Hans von Haeften）。他的反革命行动的目的是要解除工人士兵委员会，恢复军官的指挥权。赫富滕与部长级主管费迪南德·冯·施图姆（Ferdinand von Stumm）讨论了这个问题，后者建议让他的亲戚沃尔夫-梅特尼希领导的人民海军师引领这个计划。这个计划从未得到执行。

### 左转
在接下来的几个星期里，部队开始更加左倾。1918年12月30日，一支分队守卫在柏林的普鲁士众议院，那里正在举行德国共产党的成立大会。
人民海军师越来越引起政治领导人的不满。12月12日，财政部长胡戈·西蒙（Hugo Simon）指责部队从他们驻扎的柏林宫盗窃了价值不菲的东西。在卫戍部队抵达后，军方特别要求解散该师。柏林的军事指挥官奥托·韦尔斯计划将其可靠的部分纳入国防军，并在给其余部分遣散费后将其解散，但部队拒绝了他的计划。之后，他在一份最后通牒中命令他们在12月16日之前撤出皇宫，但没有得到回应。
12月17日，师中央委员会的一位有影响力的成员海因里希·多伦巴赫成功地在大柏林地区的士兵委员会中推动了一项决议。根据该决议规定，委员会将掌握对军事单位的指挥权，所有军衔标志将被废除，所有军官将被解除。人民海军师的一个代表团侵入了工兵委员会代表大会正在举行中的会议，要求立即对该决议做出决定。在一场激烈的骚乱之后，人民代表委员会的联合主席胡戈·哈泽成功地将会议延期至第二天。在士兵委员会的压力下，后来被称为“汉堡七条”的方案于12月18日通过，该方案与人民海军师的要求非常接近。

### 柏林宫遭遇战

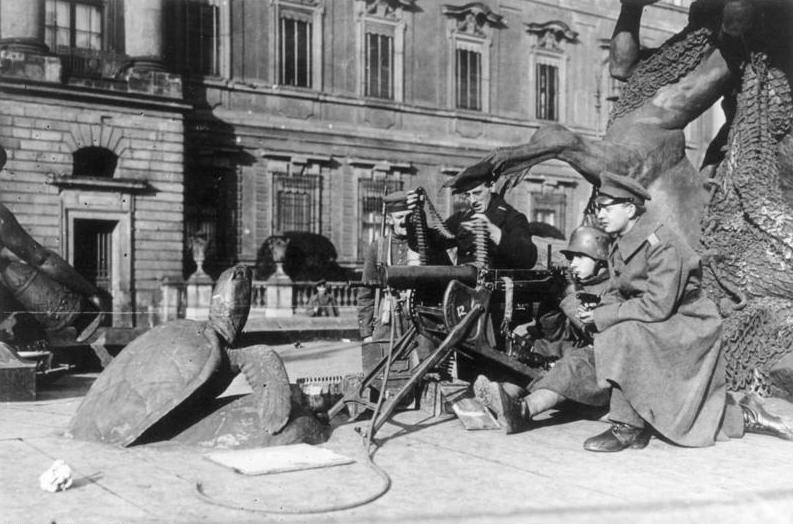
在柏林宫前海神喷泉池中的人民海军师机枪部队。

1918年12月23日和24日，人民海军师拒绝在未付清工资的情况下离开驻地，导致了所谓柏林宫遭遇战（或圣诞节之战，德语：Weihnachtskampfe）。人民海军师扣押奥托·韦尔斯作为人质，拘禁了政府并控制了总理府的电话交换机。艾伯特认为除了根据《艾伯特-格勒纳协定》向军队寻求支持外没有其他选择。在这项11月10日签署的秘密协议中，德国陆军军需总监威廉·格勒納保证军队向艾伯特效忠，作为回报，艾伯特特别承诺会对左派起义采取迅速行动。阿诺德·莱克维斯（Arnold Lequis）将军指挥的正规军向人民海军师推进，但由于武装工人和其他革命单位的支持，他们无法攻入皇宫。在56名政府士兵和平民被杀后，艾伯特下令停止进攻。政府不得不对人民海军师做出重大让步，其部队编制得到保全，被完整地吸收到共和国军队中，并收到了它应得的欠薪。在政治上，这场小规模冲突导致了USPD-SPD联盟的解体，当时人民代表委员会中的三名USPD成员辞职以抗议艾伯特和SPD采取的行动。

### 斯巴达克同盟起义和柏林三月战斗
1919年1月，在共产党领导的斯巴达克同盟起义中，人民海军师是站在激进左派一边的，尽管他们被并入了共和国军队中。师长多伦巴赫在发动起义的过程中起到了决定性的作用，他宣称不仅人民海军师长，而且柏林所有的部队都支持革命的领导人，并准备使用武力对抗艾伯特和菲利普·沙伊德曼的政府。来自部队的压力是促使KPD创始人之一的卡尔·李卜克内西与革命工长组织采取行动的诱因之一。他们不仅抗议警察局长埃米尔·艾希霍恩因在柏林宫遭遇战中拒绝对人民海军师动用武力而被政府解职，而且还将行动目标定为推翻政府。这一企图很快就失败了。
在起义战斗当中，多伦巴赫的声明被证明是完全不准确的。柏林部队没有支持起义，甚至人民海军师也保持了中立。
然而，1919年3月5日，在柏林三月的战斗中，人民海军师的残部被命令去解救被围困在警察总部内的政府军。结果政府军把该师当成了敌人，并进行射击。水兵们开枪还击，加入了起义分子的行列。政府军积极反击，打败了起义分子。

### 解散和消亡
该部队于1919年3月被解散。当其成员前来领取退伍证和补发的工资时，自由军团中上校威廉·莱茵哈特（Wilhelm Reinhard）部的奥托·马洛（Otto Marloh）从每十个人中挑出了一个后将他们枪毙，马洛的上级指挥官声称这是在根据帝国国防部长古斯塔夫·诺斯克的总命令行事。虽然被选中的30人大部分都死了，但至少有一个人逃出来讲述了这件事。马洛后来被宣告无罪，而他下令执行屠杀的上级却从未得到审判。

## 东德的纪念活动
德意志民主共和国（东德）的海军部队在人民海军师之后被命名为东德的人民海军（Volksmarine）。一些部队和船只以人民海军师的知名成员命名。

## 历届指挥官
- 保罗·维乔雷克（Paul Wieczorek, 1918.11.11-11.13 ）
- 奥托·托斯特（Otto Tost, 1918.11.13-11.23）
- 格拉夫·沃尔夫-梅特尼希（Graf Wolff-Metternich, 1918.11.23-1918.12.7）[10]
- 弗里茨·拉德克（Fritz Radtke, 1918.12.8-1919.1.8）
- 瓦尔特·荣格与马库斯·马基维茨（Walter Junge and Markus Markiewicz, 1919.1.8-3.11）